# American Pie (film)
American Pie är en amerikansk komedifilm från 1999, regisserad av Paul Weitz med Jason Biggs i huvudrollen som Jim Levenstein. Det är den första filmen i originalserien om American Pie.

## Handling
Ett kompisgäng i staden Great Falls, Michigan går sista året på High School. En av dem initierar en pakt om att de alla ska bli av med oskulden innan de går ur skolan och börjar på college. Förvecklingar och en rad komiska situationer uppstår i denna film.

## Om filmen
- Regisserad av Paul Weitz och skriven av Adam Hertz.
- Filmen hade Sverigepremiär den 27 augusti 1999.[3]

## Rollista (i urval)
| Jason Biggs         | – Jim Levenstein                  |
| Chris Klein         | – Chris "Oz" Ostreicher           |
| Thomas Ian Nicholas | – Kevin Myers                     |
| Eddie Kaye Thomas   | – Paul Finch                      |
| Tara Reid           | – Victoria "Vicky" Lathum         |
| Mena Suvari         | – Heather Gardner                 |
| Seann William Scott | – Steve Stifler                   |
| Alyson Hannigan     | – Michelle Flaherty               |
| Eugene Levy         | – Noah Levenstein, Jims far       |
| Shannon Elizabeth   | – Nadia, slovakisk utbytesstudent |
| Natasha Lyonne      | – Jessica                         |
| Chris Owen          | – Chuck Sherman                   |
| Jennifer Coolidge   | – Jeanine Stifler, Steves mor     |

### Fotnoter
1. 1 2  ”American Pie”. Box Office Mojo. https://www.boxofficemojo.com/release/rl2588116481/. Läst 4 januari 2020.
2. ↑  ”American Pie” (på engelska). Box Office Mojo. 9 juli 1999. http://www.boxofficemojo.com/movies/?id=americanpie.htm. Läst 10 september 2016.
3. ↑  ”American Pie”. Svensk filmdatabas. 27 augusti 1999. http://www.sfi.se/sv/svensk-filmdatabas/Item/?type=MOVIE&itemid=40766. Läst 10 september 2016.